# Walter Van Renterghem
Walter Van Renterghem (Poperinge, 26 maart 1944) is een gewezen Belgische atleet, die zich had toegelegd op de marathon. Hij nam eenmaal deel aan de Olympische Spelen en veroverde één Belgische titel.

## Biografie
Van Renterghem werd in 1972 Belgisch kampioen op de marathon. Met deze prestatie plaatste hij zich voor de Olympische Spelen van München, waar hij zesenveertigste werd.

### Clubs
Van Renterghem was tijdens zijn sportcarrière aangesloten bij CS Vorst.

## Belgische kampioenschappen
| Onderdeel | Jaar |
| --------- | ---- |
| marathon  | 1972 |

## Persoonlijk record
| Onderdeel | Prestatie | Datum        | Plaats  |
| --------- | --------- | ------------ | ------- |
| marathon  | 2:16.10   | 11 juni 1972 | Brussel |

## Palmares

### marathon
- 1972:  BK AC (Brussel-Pepingen-Brussel) - 2:16.10
- 1972: 46e OS in München - 2:29.59
- 1976:  marathon van Berchem - 2:19.01
- 1977:  marathon van Berchem - 2:17.27

### veldlopen
- 1976:  Warandeloop in Tilburg (9 km) - 30.34,0